# ダリエン・ヌニェス
ダリエン・ヌニェス・アリアス（Darién Núñez Arias, 1993年3月19日 - ）は、キューバのラス・トゥーナス州出身のプロ野球選手（投手）。左投左打。MLBのサンフランシスコ・ジャイアンツ傘下所属。

## 経歴

### キューバ時代
2011年-2012年シーズンより、キューバ国内リーグであるセリエ・ナシオナル・デ・ベイスボル（CNS）のレニャドレス・デ・ラス・トゥーナスに所属。
2012年11月6日に発表された侍ジャパンマッチ2012「日本代表 VS キューバ代表」のメンバーに選ばれ、キューバ代表入りした。同日、台湾で行われたサンダーシリーズのため来台した。サンダーシリーズ終了後の14日に来日した。侍ジャパンマッチでの登板はなかった。
2013年3月に第3回WBCのキューバ代表に19歳で選出された。
キューバでは2014年-2015年シーズンまでリーグ戦に出場し、2015年に合法的にキューバを出国した。

### ドジャース時代
2018年4月18日にロサンゼルス・ドジャースと契約を結んだ。この年はルーキー級ドミニカン・サマーリーグ・ドジャース、ルーキー級アリゾナリーグ・ドジャース、パイオニアリーグのルーキー級オグデン・ラプターズ、A級グレートレイクス・ルーンズでプレーし、4球団合計で24試合に登板して2勝0敗2セーブ、防御率2.23、55奪三振を記録した。
2019年はルーキー級オグデンとA+級ランチョクカモンガ・クエークスでプレーし、2球団合計で24試合に登板して2勝0敗2セーブ、防御率2.23、55奪三振を記録した。
2020年は新型コロナウイルスの影響でマイナーリーグの試合が開催されなかったため、公式戦の登板は無かった。
2021年は5月のマイナーリーグ開幕からAA級タルサ・ドリラーズとAAA級オクラホマシティ・ドジャースでプレーした。7月8日にメジャー契約を結んでアクティブ・ロースター入りし、9日のアリゾナ・ダイヤモンドバックス戦の4回にメジャー初登板を果たした（5回表に決勝点を許し敗戦投手）。
2022年4月にトミー・ジョン手術を受けることが明らかとなり、4月24日にDFAとなった。

### ジャイアンツ傘下時代
2022年4月27日にウェイバー公示を経てサンフランシスコ・ジャイアンツに移籍した。4月29日に一旦自由契約となり、5月4日にマイナー契約を結び直した。

## 投球スタイル
| 球種           | 割合 | 平均球速 | 平均球速 | 最高球速 | 最高球速 |
| 球種           | %    | mph      | km/h     | mph      | km/h     |
| チェンジアップ | 47.2 | 80.8     | 130      | 83.4     | 134.2    |
| フォーシーム   | 45.7 | 94.1     | 151.4    | 97.3     | 156.6    |
| シンカー       | 4.7  | 94.4     | 151.9    | 95.3     | 153.4    |
| スライダー     | 2.4  | 78.2     | 125.9    | 79.5     | 127.9    |

オーバースローの勢いあるフォームから投げられる最速97.3mph（約156.6km/h）のフォーシームとチェンジアップで投球の9割以上を占める。

## 詳細情報

### 年度別投手成績
| 年 度    | 球 団    | 登 板 | 先 発 | 完 投 | 完 封 | 無 四 球 | 勝 利 | 敗 戦 | セ 丨 ブ | ホ 丨 ル ド | 勝 率 | 打 者 | 投 球 回 | 被 安 打 | 被 本 塁 打 | 与 四 球 | 敬 遠 | 与 死 球 | 奪 三 振 | 暴 投 | ボ 丨 ク | 失 点 | 自 責 点 | 防 御 率 | W H I P |
| -------- | -------- | ----- | ----- | ----- | ----- | -------- | ----- | ----- | -------- | ----------- | ----- | ----- | -------- | -------- | ----------- | -------- | ----- | -------- | -------- | ----- | -------- | ----- | -------- | -------- | ------- |
| 2021     | LAD      | 6     | 1     | 0     | 0     | 0        | 0     | 1     | 0        | 0           | .000  | 33    | 7.2      | 8        | 3           | 4        | 0     | 0        | 8        | 0     | 0        | 8     | 7        | 8.22     | 1.57    |
| MLB：1年 | MLB：1年 | 6     | 1     | 0     | 0     | 0        | 0     | 1     | 0        | 0           | .000  | 33    | 7.2      | 8        | 3           | 4        | 0     | 0        | 8        | 0     | 0        | 8     | 7        | 8.22     | 1.57    |

### 背番号
- 62（2021年）

### 代表歴
- 2013 ワールド・ベースボール・クラシック・キューバ代表